# Nototriche argentea
Nototriche argentea är en malvaväxtart som beskrevs av Arthur William Hill. Nototriche argentea ingår i släktet Nototriche och familjen malvaväxter. Inga underarter finns listade i Catalogue of Life.